# Catedral de San Pantaleón (Dolianova)
La catedral de Dolianova o catedral de San Pantaleón es una iglesia católica dedicada a San Pantaleón en el centro histórico de Dolianova en Cerdeña (Italia). Es uno de los principales edificios románicos de la isla.[cita requerida] Antiguamente la sede episcopal de la diócesis de Dolia, ahora es una cocatedral en la Arquidiócesis de Cagliari.
El sitio de la iglesia ha sido conectado con el culto cristiano ya en el siglo VI, como atestigua una fuente bautismal paleocristiana alojada debajo del presbiterio de la iglesia. La existencia de la diócesis de Dolia (el antiguo nombre de Dolianova) se documenta desde 1089 hasta 1503, cuando se fundió en la archidiócesis de Cagliari. La catedral fue erigida entre los siglos XII y XIII.

La iglesia cuenta con tres naves, donde la nave central tiene bóveda de medio cañón. Es de estilo románico-pisano con algunos elementos góticos (que datan de la última fase de construcción, en el siglo XIII), y fue construida de piedra arenisca. La fachada, los laterales, el ábside y el campanario están decorados con pilastras y bandas lombardas con numerosos motivos esculpidos, como patrones geométricos, figuras humanas y animales mitológicos.

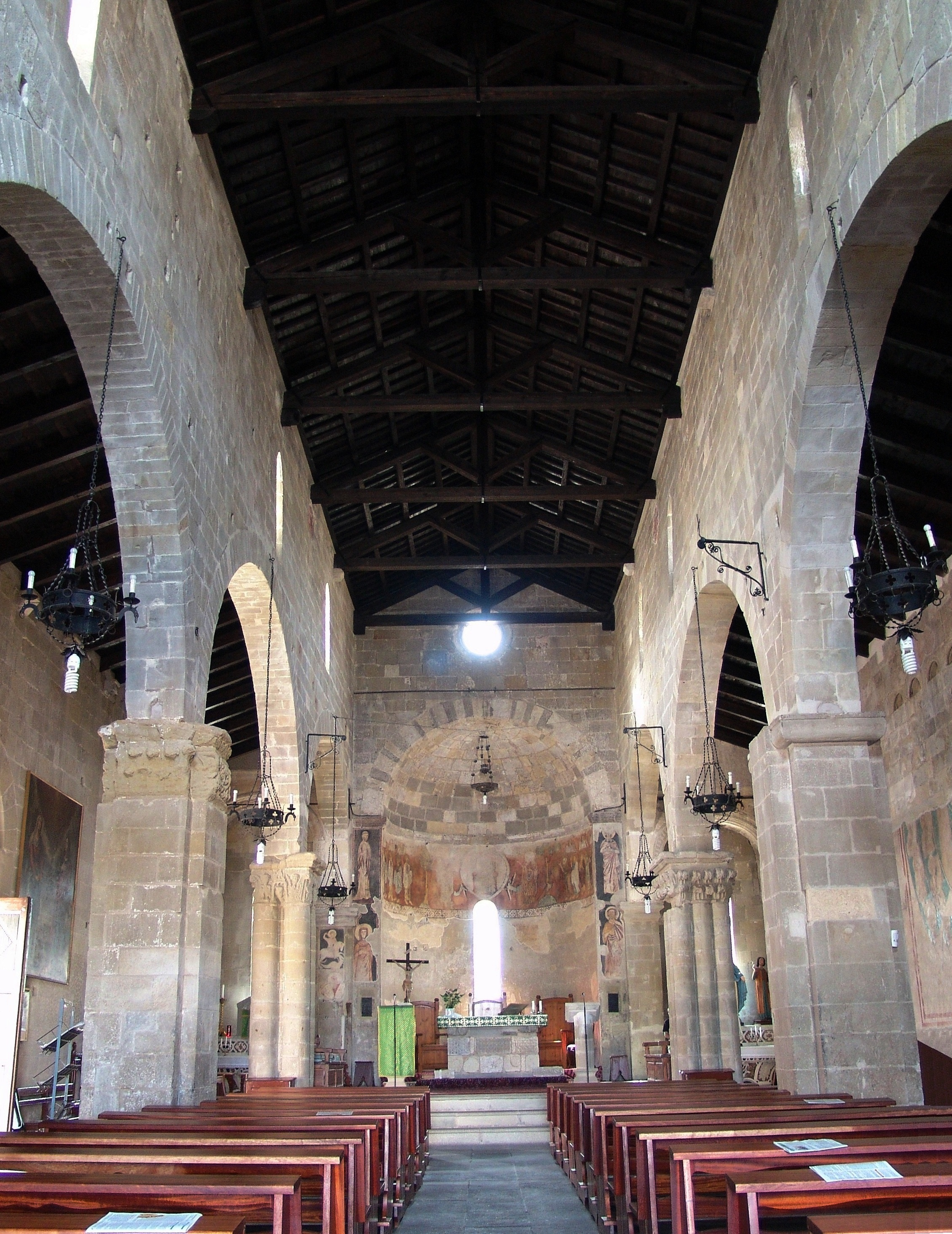
Vista interna